# Suzuki RMX 450Z
Suzuki RMX 450 Z – japoński motocykl enduro produkowany przez firmę Suzuki od 2010 roku.

## Dane techniczne/Osiągi
Typ silnika: 4-suwowy, 1-cylindrowy, chłodzony cieczš, DOHC
Pojemność skokowa: 449cm3
Średnica x skok tłoka: 96,0 mm x 62,1 mm
Układ zasilania: wtrysk paliwa
Rozrusznik: nożny (kopka)
Prześwit: 320 mm
Zawieszenie przód: 47 mm Showa dwukomorowy odwrócony widelec teleskopowy, sprężyny spiralne, tłumienie olejowe i gazowe
Zawieszenie tył: Wahacz wleczony, amortyzator typu łącznikowego z zewnętrznym zasobnikiem gazu, sprężyna spiralna, tłumienie olejowe i gazowe
Hamulce przód / tył: tarczowy / tarczowy